# نورثرن رينجرز
نورثرن رينجرز هو نادي كرة قدم أسترالي تم إنشاؤه في سنة 1996 الميلادية